# PingPing
PingPing is een elektronische dienst voor microbetalingen in België. Het systeem laat de gebruiker toe betalingen tot 25 euro uit te voeren met de gsm per sms of contactloos via een NFC-tag. PingPing werd in 2009 in leven geroepen door Mobile-For in samenwerking met Belgacom en Tunz.com.

## Geschiedenis
De techniek werd ontwikkeld door Tunz, een specialist in mobiele betalingen. Belgacom verkreeg 40% van de aandelen in dit bedrijf.
De dienst is beschikbaar sinds maart 2009 via Belgacom.
PingPing heeft een strategisch partnerschap met touchatag voor contactloze toepassingen.

## Werkwijze
De online PingPing portemonnee dient in meeste gevallen eerst opgeladen te worden (zoals Proton). Dit kan door middel van een bankoverschrijving of door online betaling met een debetkaart (via Maestro of Bancontact/MisterCash) of met een kredietkaart (zoals VISA, MasterCard of AmericanExpress).
In de toekomst zou het ook mogelijk worden om elektronische maaltijdcheques van Edenred op te laden naar de PingPing portemonnee.
Klanten van Proximus kunnen hun PingPing portemonnee automatisch laten opladen via Proximus M-Pay. PingPing betalingen worden dan gewoon afgehouden van hun belwaarde (voor prepaid klanten) of bijgerekend op de maandelijkse factuur (bij abonnementen). Ook klanten van Keytrade Bank kunnen hun rekening koppelen met hun PingPing portemonnee. Betalingen via PingPing worden dan dagelijks verrekend met hun Keytrade zichtrekening.
Daarna kan men betalingen tot maximum 25 euro uitvoeren per sms-code, of door de NFC-tag over een speciale contactloze lezer te houden; hiervoor is geen code nodig. Men kan 5 NFC-tags gratis bestellen (voor sleutelhanger, gsm,...) en een verloren of gestolen NFC-tag kan men gemakkelijk blokkeren.

## Toepassingen
De dienst kan gebruikt worden voor diensten als sms-parkeren, openbaarvervoertickets en betalingen in cafetaria en winkelcentra.

### SMS
Het is intussen mogelijk bustickets van de Vlaamse Vervoermaatschappij "De Lijn" of een parkeerplaats te betalen per sms. Ook op verscheidene websites kan men met PingPing betalen. Daarnaast is het met PingPing ook mogelijk kosteloos geld naar vrienden te sturen via de website of smartphoneapplicatie (of betalend per sms aan € 0,15 per bericht).

### NFC
PingPing is de gedoodverfde opvolger van het uitdovende Proton-systeem. Contactloos betalen is mogelijk via een PingPing-NFC-tag, zo kan men reeds aan 5000 drank- en snoepautomaten van Coca-Cola contactloos betalen.. Ook Delhaize voert momenteel tests uit met contactloze betalingen via PingPing. Het systeem geniet tevens populariteit in de horeca en in scholen, omdat de ouders controle en overzicht hebben op de uitgaven, terwijl de kinderen geen cash geld meer nodig hebben op school. Hogeschool PXL en Universiteit Hasselt maken ook gebruik van PingPing, de NFC-tag is verwerkt in de studentenkaart en personeelskaart.
Vermits NFC-lezers intussen los te koop zijn maar ook standaard ingebouwd worden in nieuwe kassasystemen en betaalterminals, kunnen we op termijn een vlotte acceptatie van deze nieuwe en eenvoudige betaalwijze verwachten in allerlei automaten, (kleine) handelszaken en horeca etablissementen.